# Nyoria Husainpur
Nyoria Husainpur là một thị xã và là một nagar panchayat của quận Pilibhit thuộc bang Uttar Pradesh, Ấn Độ.

## Nhân khẩu
Theo điều tra dân số năm 2001 của Ấn Độ, Nyoria Husainpur có dân số 19.782 người. Phái nam chiếm 52% tổng số dân và phái nữ chiếm 48%. Nyoria Husainpur có tỷ lệ 29% biết đọc biết viết, thấp hơn tỷ lệ trung bình toàn quốc là 59,5%: tỷ lệ cho phái nam là 37%, và tỷ lệ cho phái nữ là 20%. Tại Nyoria Husainpur, 16% dân số nhỏ hơn 6 tuổi.